# Jonas Näf
Jonas Näf (* 3. September 1826 in Oberuzwil; † 2. Januar 1867 in St. Gallen) war ein Schweizer Jurist und Politiker.

## Leben
Als Sohn eines Kaufmanns geboren, studierte Näf nach dem Besuch des Gymnasiums in St. Gallen Rechtswissenschaften in München. Während seines Studiums wurde er 1847 Mitglied der Alten Münchener Burschenschaft Rhenania. 1848 stand er an der Spitze der Münchener Studentenbewegung. Er war am 4. März 1848 mitverantwortlich und beteiligt an dem Sturm auf das Münchener Zeughaus. Er kehrte in die Schweiz zurück und beteiligte sich dort an den Kämpfen in Waadt. Er trat der liberalen Partei bei und wurde in St. Gallen Advokat, Gemeinderat und Schulrat. Von 1857 bis 1867 war er Abgeordneter im Grossen Rat von St. Gallen. 1861 gehörte er als Regierungsrat der Kantonsregierung an. Von 1864 bis 1867 war er als Bezirksamtmann in St. Gallen.